# 케이온! 라이브 이벤트 ~렛츠 고!~
케이온! 라이브 이벤트 ~렛츠 고!~는 TV 애니메이션 《케이온!》의 라이브 이벤트와 그것을 수록한 Blu-ray Disc, DVD의 제목이다.

## 개요
2009년 12월 30일에 요코하마 아레나에서 펼쳐진 라이브 이벤트.
2009년 8월 22일에 개최된 'TBS 애니메이션 축제 2009' 및 프로그램 공식 사이트에서 2009년 12월을 목표로 작품의 단독 라이브를 개최한다고 발표하였으며, 같은 해 10월 하순에 공식 사이트로 일시와 개최 장소가 정식 발표되었다.
《케이온!》의 주요 출연 성우 8명과 함께 작품의 삽입곡 제작에 관련된 음악가들로 이루어진 백 밴드가 출연하였으며, 주제가, 삽입곡, 캐릭터 송의 라이브 스테이지 외에도 'Call&Response'나 낭독극 등의 미니 코너가 있다. 또한 악곡 중〈내 사랑은 호치키스〉와〈폭신한 시간〉2곡은 '방과 후 티타임맴버 5명에 의해 연주되었다.
이를 담은 Blu-ray Disc와 DVD가 2010년 6월 30일, 포니 캐니언 레이블의 '사쿠라고교 경음악부'에 의해 발매되었으며 본편 외의 영상 특전으로서 15분 길이의 백 스테이지 영상이 포함되어 있다.

## 출연자
성우
- 토요사키 아키 (히라사와 유이 역)
- 히카사 요코 (아키야마 미오 역)
- 사토 사토미 (타이나카 리츠 역)
- 코토부키 미나코 (코토부키 츠무기 역)
- 타케타츠 아야나 (나카노 아즈사 역)
- 사나다 아사미 (야마나카 사와코 역)
- 요네자와 마도카 (히라사와 우이 역)
- 후지토 치카 (마나베 노도카 역)

백 밴드
- 우치다 토시오 (기타)
- Tom-H@ck (기타)
- 타나베 토시노 (베이스)
- 이치노세 히토시 (드럼 셋)
- 코모리 시게오 (키보드)
- 오오이 마사유키 (머니퓰레이터)
- She-ja (게스트 기타)

## 수록 내용

### 본편
1. 오프닝
2. Cagayake!GIRLS
노래 : 방과 후 티타임
3. Talk '인사'
4. 기-타에게 반해버렸어
노래 : 히라사와 유이 (토요사키 아키)
5. Heart Goes Boom!!
노래 : 아키야마 미오 (히카사 요코)
6. Girly Storm 질주 Stick
노래 : 타이나카 리츠 (사토 사토미)
7. Dear My Keys ~건반의 마법~
노래 : 코토부키 츠무기 (코토부키 미나코)
8. 말괄량이 Way To Go
노래 : 나카노 아즈사 (타케타츠 아야나)
9. Maddy Candy
노래 : DEATH DEVIL (야마나카 사와코 (사나다 아사미))
10. Call&Response
11. Lovely Sister LOVE
노래 : 히라사와 우이 (요네자와 마도카)
12. Coolly Hotty Tension Hi!!
노래 : 마나베 노도카 (후지토 치카)
13. 낭독극 '어느 날의 경음부'
14. 카레 다음에 밥
노래 : 방과 후 티타임
15. 붓펜 ~볼펜~
노래 : 방과 후 티타임
16. 내 사랑은 호치키스
노래 : 방과 후 티타임
17. 폭신한 시간(후와후와타임)
노래 : 방과 후 티타임
18. Don't say "lazy"
노래 : 방과 후 티타임
19. Cagayake!GIRLS
노래 : 방과 후 티타임
20. 렛츠 고!
노래 : 성우 전원

### 특전
1. 백 스테이지 영상

## 같이 보기
- 케이온!